# Regina szász–meiningeni hercegnő
Regina szász–meiningeni hercegnő, férjezett Habsburg–Lotaringiai Regina (németül: Prinzessin Regina von Sachsen-Meiningen, Regina von Habsburg-Lothringen, teljes nevén Regina Helene Elisabeth Margarete; Würzburg, 1925. január 6. – Pöcking, 2010. február 3.) a Wettin-házból származó szász–meiningeni hercegnő, Habsburg Ottó, az utolsó osztrák és magyar trónörökös felesége.
Azon legitimisták álláspontja szerint, akik a Habsburg–Lotaringiai-ház trónfosztását (trónfosztásait) nem ismerik el, házassága révén címzetes osztrák főhercegné, magyar, cseh és horvát királyi hercegné.

## Élete
Regina Ilona szász–meiningeni hercegnő 1925. január 6-án született a bajorországi Würzburg városában György szász–meiningeni herceg (1892–1946) és Klara-Maire von Korff genannt Schmising-Kerssenbrock grófnő (1895–1992) negyedik, legfiatalabb gyermekeként. A családból ő lett az egyetlen, akinek gyermekei születtek: egyik bátyja, Antal Ulrik fiatalon elhunyt a második világháború során, másik bátyja, Frigyes Alfréd pedig szerzetesi fogadalmat tett. Egyetlen nővére, Mária Erzsébet hercegnő három hónapos korában meghalt még Regina hercegnő világra jötte előtt. A hercegnő és testvérei a dél-türingiai Heldburg településén, a családi várban nőttek fel. Édesapja a hercegnő huszonegyedik születésnapján halt meg egy szovjet fogolytáborban; Regina hercegnő az édesanyjával nyugatnémet területre menekült a szovjet hadsereg elől. 1949-ben Münchenben egy magyar menekültek számára felállított otthonban kezdett dolgozni, itt ismerkedett meg majdani férjével.
1951. május 10-én a franciaországi Nancy városában XII. Piusz pápa áldásával Regina hercegnő feleségül ment Habsburg Ottó korábbi osztrák–magyar trónörökös főherceghez, a Habsburg-ház fejéhez. 1954-től kezdve a házaspár együtt élt a Starnbergi-tó partján álló otthonukban, melyet Villa Austria vagy Kaiservilla néven szoktak emlegetni. A királyi párnak hét gyermeke született:
- Habsburg Andrea (* 1953), házassága révén Neipperg grófnéja
- Habsburg Mónika (* 1954), házassága révén Santangelo hercegnéje
- Habsburg Mikaéla (* 1954), kétszer házasodott
- Habsburg Gabriella (* 1956), Christian Meister felesége
- Habsburg Valburga (* 1958), házassága révén Douglas grófné
- Habsburg Károly (* 1961), édesapja halála (2012) után a család feje
- Habsburg György (* 1964), politikus és a Magyar Vöröskereszt elnöke.

1951 és 2007 között a Gonzaga Eleonóra királyné által alapított Csillagkeresztes Rend védnökasszonya volt, ami a katolikus, jótékonykodó nemes asszonyok kitüntetése és szervezete volt.
2005. december 2-án a hercegnő agyvérzést kapott, ezért kórházba szállították. A következő év februárjára azonban már felgyógyult, így részt tudott venni fivére és édesanyja újratemetésén a családi kastély közelében.
Regina hercegnő 2010. február 3-án reggel nyolc óra negyven perckor hunyt el a család pöckingi otthonában. A család közleménye szerint már hosszabb ideje szívbetegséggel küzdött. 
Gyászmiséjét február 9-én tartották a pöckingi Szent Piusz-templomban; az eseményen részt vett a család valamennyi tagja mellett a bajor királyi ház képviselete is, és XVI. Benedek pápa részvétüzenetet küldött. A főhercegnét másnap helyezték örök nyugalomra a családi kriptában édesapja és ősei mellé.
Tiszteletére egy fuksziafajtát neveztek el róla.